# Luckenwalder Straße 2

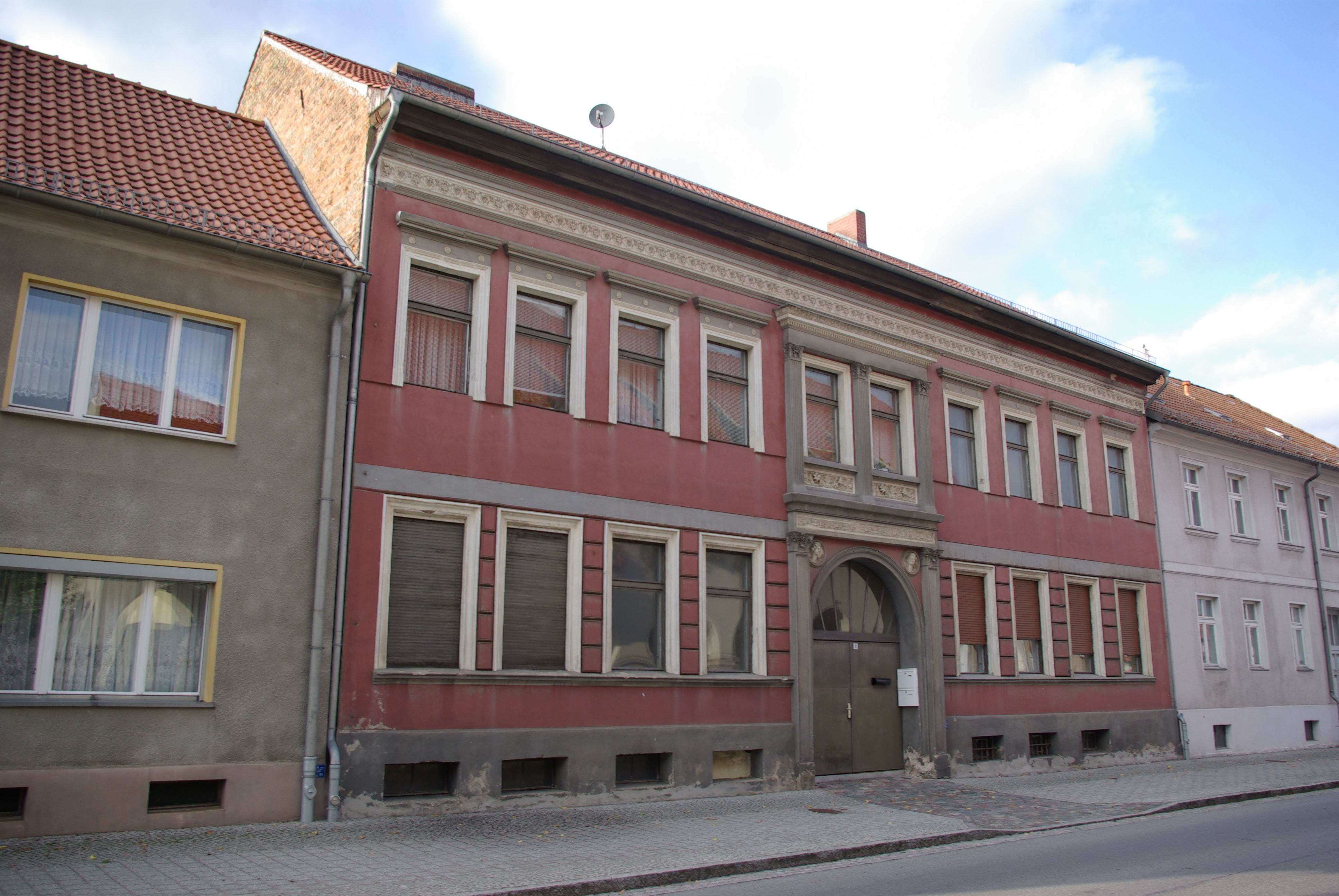
Luckenwalder Straße 2

Das Gebäude Luckenwalder Straße 2 ist ein Baudenkmal in der Stadt Trebbin im Landkreis Teltow-Fläming im Land Brandenburg.

## Architektur und Geschichte
Das zwischen 1860 und 1870 errichtete Wohnhaus befindet sich gegenüber dem Rathaus.
Es ist massiv errichtet und hat eine verputzte Fassade. Das zweigeschossige Gebäude ist in zehn Achsen gegliedert und hat ein Satteldach.